# 메이례구

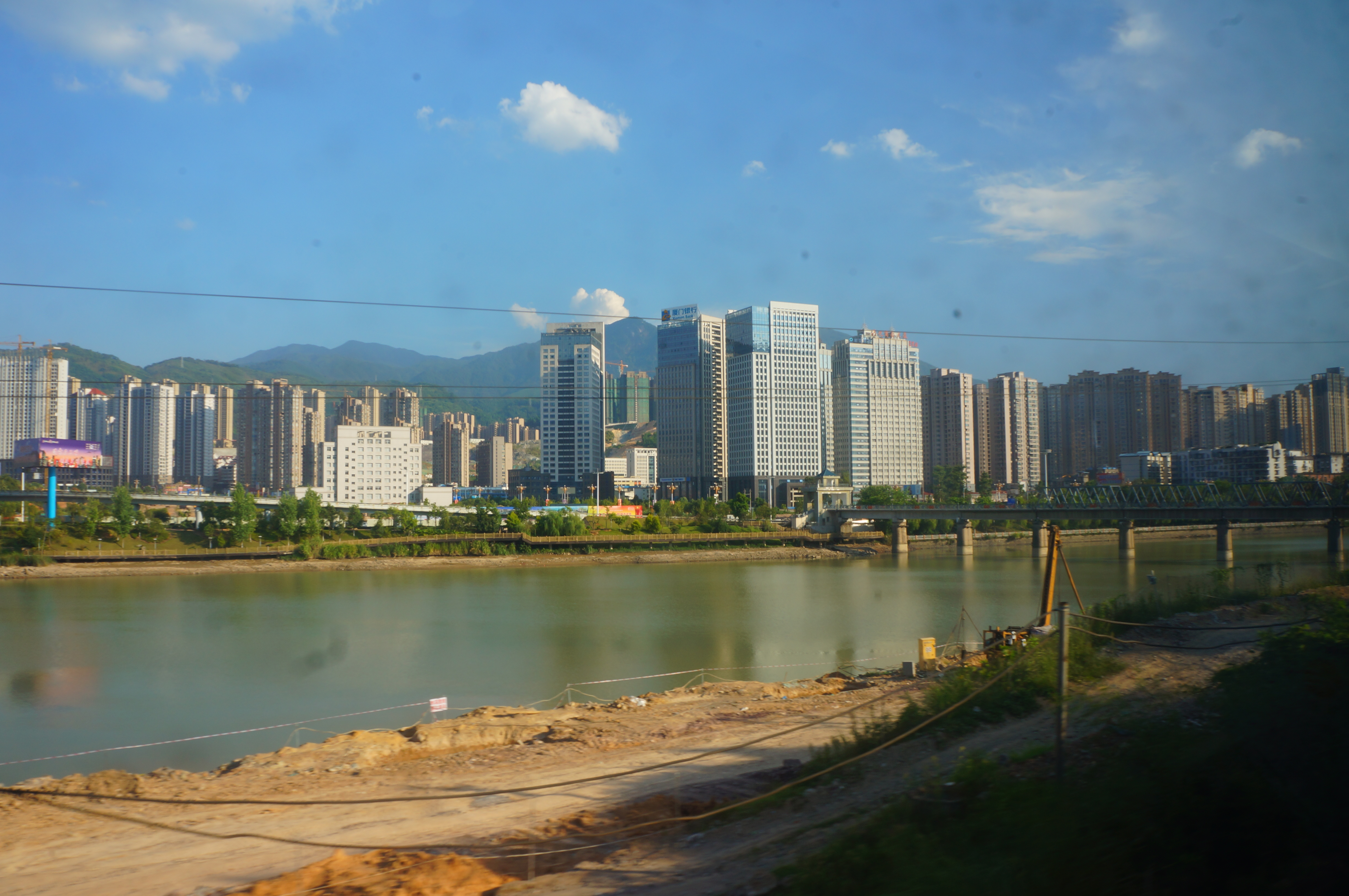

메이례구(한국어: 매렬구, 중국어: 梅列區, 병음: Méiliè Qū)는 중화인민공화국 푸젠성 싼밍시의 현급 행정구역이다. 넓이는 352km2이고, 인구는 2007년 기준으로 140,000명이다.

## 행정 구역
3개 가도, 1개 진, 1개 향을 관할한다.
- 가도: 렬동 가도(列東街道), 렬서 가도(列西街道), 서벽 가도(徐碧街道).
- 진: 진대진(陳大鎭).
- 향: 양계향(洋溪鄕).